# Mordecai Seter
Mordecai Seter (en hébreu : מרדכי סתר), né le 26 février 1916 à Novorossiisk et mort le 8 août 1994 à Tel-Aviv, est un compositeur israélien, né en Russie.

## Biographie
Seter est né Marc Starominsky en 1916, à Novorossiisk en Russie. Il émigre avec sa famille pour la Palestine en 1926.
Seter apprend le piano dès l'âge de sept ans encore en Russie et poursuit ses leçons et les études à Tel-Aviv. En 1932, il se rend à Paris, où il a étudie la composition à l'École normale de musique, avec Paul Dukas et Nadia Boulanger. Il prend également quelques leçons avec Stravinsky. Avec Nadia Boulanger, Seter apprend à maîtriser la polyphonie de la renaissance et du style contemporain français. Mais en 1937, frustrée par l'étendue de son dévouement au  néoclassicisme stravinskien, il retourne en Palestine. Il y poursuit le développement d'une langue musicale fondée sur sa propre synthèse unique de ce dernier et d'autres musiciens, avec des influences européennes ou locales.

## Style
À son retour de Palestine en 1937, Seter s'intéresse à développer un style inspiré par les traditions musicales juives du Moyen-Orient. À Paris, il avait été fasciné par les techniques de base du cantus firmus, trouvés dans la musique médiévale et renaissance, qui découle du plain-chant catholique. Par conséquent, quand, en 1938, il a trouvé les volumes du dictionnaire des mélodies hébraïques Orientales d'Abraham Zvi Idelsohn, qui contenait les mélodies liturgiques traditionnelles Séfarades et Mizrahi, il adopte consciemment cette influence majeure, non seulement en eux-mêmes, mais finalement comme sources pour les intervalles de ses propres modes. Que ce melos porte l'accent local d'hébreu parlé est une autre attraction pour Seter, surtout qu'à l'époque, il était concentré sur la musique chorale.
À certains égards, l'utilisation et l'internalisation du matériel traditionnel par Seter, ressemble à celle de Bartók, et comme Bartók (bien que dans une moindre mesure), Seter a  lui-même fait de nombreuses transcriptions. Dans la plupart des œuvres, cependant, les méthodes de Seter ont été entièrement distinctes et très originales. Dans les années 1940 et 1950, sa production était en grande partie chorale, il a principalement utilisé les airs traditionnels considérablement chargée de textures polyphoniques. Mais la dernière partie de cette période marque une transition pour Seter : sa Sonate pour deux violons (1951) est construite à partir des modes de l'église occidentale, tandis que ses Duos pour deux violons (1951-1954) sont basées sur une collection de quatre à dix tonalités. Il compose pour le concert avec son magnum opus, l'oratorio Midnight Vigil, commandé par Sarah Lévi-Tanai et le Théâtre de danse Inbal, qui atteint sa cinquième version finale, en 1961. Ici, l'utilisation des airs populaires sont importants chez Mizrahi, mais également la base de ses travaux sur le son et de la structure de l'échelle synthétique de douze-notes avec alternance de seconde mineure et seconde augmentée. Cette échelle interagit parfaitement avec les mélodies empruntées et régit le langage harmonique de la cantate, ce qui assure sa cohésion remarquable par des caractéristiques communes de ses éléments musicaux.

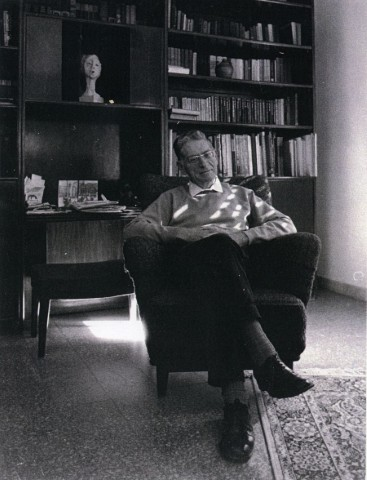
Mordecai Seter.

Après Midnight Vigil, Seter recourt systématiquement à des modes et échelles d'au moins douze notes, subsumé de matériaux empruntés, mais qui conserve leur essence. Au premier abord, comme dans le ballet Judith (1962–1963), commandé par Martha Graham (comme la Part Real, Part Dream [1964]), ses modes ont pris la forme de lignes mélodiques de douze sons dans leur traitement en technique sérielle, mais sans transposition et avec l'accent sur certaines hauteurs pour créer parfois un sentiment de tonalité. Seter alors et plus tard, sentait ses méthodes, comme étant plus une sorte de thème et variation de la série. Dans les années 1970, il développe plus avant son style : les modes se déroulent maintenant sur un agrégat diatonique de plus de deux octaves (plus de 25 notes), conduisant dans de tels cas à la hauteur de la classe de répétition et contribuent chez Seter au cher centré sur une tonalité. Les intervalles adjacents des modes sont toujours des secondes, qu'elles soient mineurs, majeurs, augmentés ou doublement augmentés.
Les œuvres de Seter à partir de 1970, exploitent toutes les combinaisons de musique de chambre ou avec piano, sont pleines d'introspection, reflétant peut-être les sentiments contemporains de l'homme qui les a écrits. Comme un chercheur l'a écrit :

« [Autour de] 1970, quand il a estimé que la gloire qu'il avait acquise par le Prix d'Israël (1965) était plus un fardeau plus qu'une joie, il se retire progressivement des activités sociales, notamment des contacts avec interprètes, au point qu'il a refusé d'écrire sur commande et en continuant à composer sur la seule inspiration. »

Néanmoins, « sa musique possédait une spiritualité senti par les critiques et le public ».

## Carrière d'enseignant

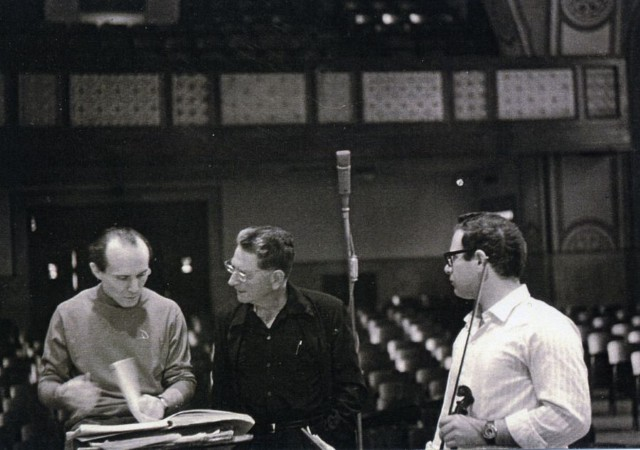
Mordecai Seter (au centre), avec Gary Bertini (à gauche).

Début 1946, Seter enseigne à la faculté des enseignants de la musique. De 1951 jusqu'à sa retraite en 1985, Seter est l'un des enseignants les plus influents de la Rubin Academy de Université de Tel Aviv (auparavant Conservatoire israélien). Parmi ses élèves figurent les compositeurs Tzvi Avni, Arie Shapira, Nurit Hirsh et le chef d'orchestre Gary Bertini.

## Réception
Le Midnight Vigil de Seter est considérée comme l'une des plus importantes œuvres de musique israéliennes. Elle a été jumelée avec la Neuvième symphonie de Beethoven par l'Orchestre Philharmonique d'Israël au programme du festival du millénaire, le 1er janvier 2000.

## Prix
Seter de nombreux prix dont les suivants :
- En 1965, Seter reçoit le prix Israël pour la musique[4].
- En 1983, il remporte le prix ACUM pour l'ensemble de son œuvre.

## Œuvres (sélection)

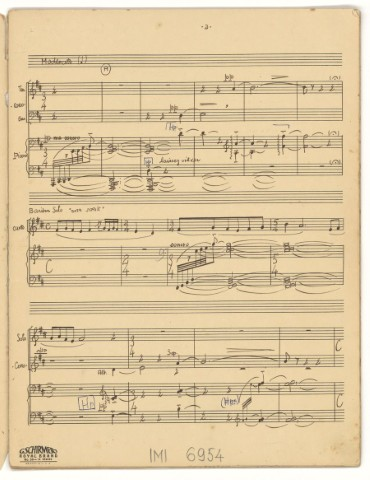
Une page manuscrite de l'oratorio Midnight Vigil.

- Sabbath Cantata pour solo, chœur et orchestre à cordes (1940)
- Motets pour chœur ATB (1939-1940, rév. 1951)
- Motteti pour chœur d'hommes avec, en option, un octuor à vent (1940-1951, rév. 1985)
- Quatre Chansons Festives pour chœur a capella (1943-9)
- Sonate pour deux violons (1951–52)
- Sinfonietta pour orchestre (1953–57, rév. 1966-70)
- Ricercar pour trio à cordes et ensemble à cordes (1953-6)
- Élégie pour clarinette ou alto et piano, ou quatuor à cordes (1954)
- Chaconne et Scherzo pour piano (1956)
- Yéménite Diwan pour orchestre, ou orchestre de chambre (1957)
- Valliant Woman, ballet (1957)
- Midnight Vigil pour soliste, trois chœurs et orchestre (1957–1961)
- La Légende de Judith, ballet (1962)
- Partie réelle, partie de rêve, ballet (1964)
- Fantaisie concertante pour orchestre (1964 ; rév. de Partie réelle, partie de rêve)
- La fille de Jephtée, ballet (1965)
- Jérusalem pour chœur à huit voix avec cuivres et cordes (ou a capella) (1966)
- Hagut [Méditation] pour orchestre (1967)
- Ma'agalim [Ronde] pour orchestre à cordes (1967–78)
- Espressivo pour orchestre à cordes (1971)
- Trio avec piano (1973)
- Trio pour clarinette, violoncelle et piano (1973)
- Quatuor à cordes n° 1 (1975)
- Quartetto sinfonico (Quatuor à cordes n° 2) (1976)
- Quatuor à cordes n° 3 (1976)
- Quatuor à cordes n° 4 (1977)
- Sonate pour piano (1982)

## Discographie
- Pioneers and exiles, musique pour violon d'Israël ; Haim Alexander, Paul Ben-Haim, Abel Ehrlich, Mordecai Seter - Kolja Lessing, violon (18-19 mars 2004, Hänssler Classic) (OCLC 841414965)